# 다트 (프로그래밍 언어)
다트(Dart)는 구글이 디자인한 멀티 플랫폼 프로그래밍 언어이다. 이는 2011년 10월 10일~12일까지 열렸던 "GOTO 컨퍼런스"에서 공개되었다. 다트는 자바스크립트를 대체가능하며 크로스 플랫폼 프로그래밍 언어를 목표로 설계되었다.

## Hello World
Hello World 예시:
```
main
()
 
{

  
print
(
'Hello World!'
);

}

```

## 같이 보기
- 구글 웹 툴킷
- 타입스크립트
- 플러터